# Abderos
Abderos var i den grekiska mytologin son till guden Hermes och prins av staden Opus i Lokris. Han var Herakles vapenbroder och var djupt älskad av denne. Hans liv fick ett tragiskt slut när han blev uppäten av kung Diomedes hästar i Thrakien då han tillsammans med Herakles rövade bort dem för att föra dem till Mykene. Till hans ära grundade Herakles den thrakiska staden Abdera.